# Devilish (album)
Albums de Tokio Hotel
Schrei
(2005)
Devilish est le premier album du groupe Tokio Hotel, baptisé à l’époque Devilish. Cet EP est sorti en 2002. Il a été autoproduit par le groupe et vendu à la fin de leur concert.

## Titres des pistes
1. It's so hard to live
2. Leb' die Sekunde
3. Nicht's wird besser
4. I needn't you
5. Nothing's like before
6. Schwerelos
7. Mädchen aus dem All
8. Grauer Alltag

## Autres informations
- Leb' die Sekunde est un titre qui apparaît également dans l’album suivant Schrei.
- La chanson Mädchen aus dem All a été utilisé en guise de single lors de la sortie du Best of TH en 2010.